# Камілло Руджера
Камілло Луїджі Марія Руджера (італ. Camillo Luigi Maria Ruggera; 27 серпня 1885, Предаццо — 29 січня 1947, Гоф) — австрійський і німецький офіцер італійського походження, генерал зенітних військ люфтваффе, штурмгауптфюрер СА. 

## Біографія
18 серпня 1904 року поступив в 3-й Тірольський єгерський полк австро-угорської армії. Учасник Першої світової війни, служив в 94-ї австро-угорської дивізії, 24 листопада 1914 року важко поранений, після одужання (лютий 1915) служив на штабних посадах. Після закінчення війни вступив на службу до австрійської армії. У 1918-21 року — радник Військового міністерства, в 1922-26 роках — начальник штабу 1-ї, в 1929-31 роках — 3-ї бригади. 28 лютого 1934 року вийшов у відставку. Прихильник приєднання Австрії до Німеччини. Після аншлюсу 15 березня 1938 року прийнятий у вермахт і призначений членом комісії щодо включення австрійських збройних сил в німецьку армію. 1 червня 1938 року переведений в люфтваффе з зарахуванням у штаб 1-го командування групи ВПС (потім 1-го повітряного флоту). 15 травня 1939 року переведений в економічний штаб ОКВ. 30 вересня 1939 року призначений начальником 2-ї авіаційної області. З 20 лютого 1941 року — офіцер для особливих доручень при головнокомандувачі люфтваффе, з 24 липня 1941 року — інспектор військових поповнень в Дюссельдорфі. 30 листопада 1942 року вийшов у відставку.

## Звання
- Кадет-виконувач обов'язків офіцера (18 серпня 1904)
- Лейтенант (1 листопада 1905)
- Обер-лейтенант (1 листопада 1911)
- Гауптман (1 січня 1915)
- Майор (1 січня 1920)
- Оберст-лейтенант (1 січня 1921)
- Оберст (26 березня 1928)
- Штурмгауптфюрер СА
- Генерал-майор (1 квітня 1938)
- Генерал-лейтенант (1 листопада 1939)
- Генерал зенітних військ (1 грудня 1940)

## Нагороди
- Ювілейний хрест (1908)
- Медаль «За військові заслуги» (Австро-Угорщина)
  - бронзова
  - срібна з мечами
- Орден Залізної Корони 3-го класу з військовою відзнакою і мечами
- Хрест «За військові заслуги» (Австро-Угорщина) 3-го класу з військовою відзнакою і мечами — нагороджений двічі.
- Срібна медаль за хоробрість (Австро-Угорщина) 1-го класу для офіцерів
- Медаль «За поранення» (Австро-Угорщина) з однією смугою
- Військовий Хрест Карла
- Залізний хрест 2-го класу
- Військова медаль (Османська імперія)
- Пам'ятна військова медаль (Австрія) з мечами
- Хрест «За вислугу років» (Австрія) 2-го класу для офіцерів (25 років)
- Почесний хрест ветерана війни з мечами
- Медаль «За вислугу років у Вермахті» 4-го, 3-го, 2-го і 1-го класу (25 років)
- Нагрудний знак «За поранення» в чорному